# Вороців
Во́роців — село в Україні, у Яворівському районі Львівської області. Населення становить 1228 осіб. Орган місцевого самоврядування — Івано-Франківська селищна рада.
У податковому реєстрі 1515 року в селі документується піп (отже, уже тоді була церква), корчма і 5 ланів (близько 125 га) оброблюваної землі.
В селі є мурована церква Різдва Пресвятої Богородиці (УГКЦ) під юрисдикцією Львівської митрополії Львівської архієпархії Янівського деканату, де проходить почергове богослужіння з ПЦУ. Збудована у 1955 році.

## Відомі люди

### Народилися
- Біда Дарія Дмитрівна — доцент кафедри педагогіки Львівського ОІППО, головний редактор Всеукраїнського природничого науково-популярного журналу для дітей «КОЛОСОК», координатор Міжнародного природничого інтерактивного конкурсу «Колосок», виконавчий директор громадської організації ЛМГО «Львівський інститут освіти». Заслужений вчитель України. Двічі Відмінник освіти України.
- Янчишин Іван Адріянович — учасник українського визвольного руху в роки ІІ світової війни, референт пропаганди Кримського обласного проводу ОУН (листопад 1941 — січень 1943), громадський діяч.